# Windows Phone
O Windows Phone foi uma família de sistema operacional móvel para smartphones, desenvolvida/lançada pela empresa estadunidense Microsoft de 2010 à 2014, para concorrer com os sistemas Android e iOS, sucessor do Windows Mobile com o foco no mercado consumidor, em vez do mercado empresarial. O Windows Phone apresentava uma interface de usuário derivado da Metro UI.
Foi lançado pela primeira vez em 21 de outubro de 2010 na Europa, Austrália e Singapura e em 8 de novembro na América do Norte com o nome Windows Phone 7. O Windows Phone 8 foi lançado em 2012, substituindo o núcleo baseado no Windows CE do Windows Phone 7 pelo núcleo Windows NT usado pelas versões de PC do Windows. Devido a essas alterações, o SO era incompatível com todos os dispositivos Windows Phone 7 existentes, entretanto ainda suportava os aplicativos originalmente desenvolvidos para o Windows Phone 7. Em 2014, a Microsoft lançou a atualização do Windows Phone 8.1, que introduziu o assistente virtual Cortana e o suporte à plataforma Windows Runtime para criação aplicativos universais entre PCs com Windows e Windows Phone.
Em 2015, a Microsoft lançou o Windows 10 Mobile, que promoveu uma maior integração e unificação com o PC, incluindo a capacidade de conectar dispositivos a uma tela externa ou estação de acoplamento para exibir uma interface semelhante ao PC. A Microsoft deixou a marca Windows Phone neste momento para se concentrar na família Windows 10, que também era uma continuação da linha Windows Phone do ponto de vista técnico, e as atualizações foram distribuídas para dispositivos Windows Phone 8.1 selecionados.
Os investimentos da Microsoft na plataforma foram realizados com uma grande parceria com a Nokia (os smartphones da série Lumia, incluindo o Lumia 520 especificamente, representava a maioria dos dispositivos com Windows Phone vendidos até 2013) e a eventual aquisição pela Microsoft da divisão de dispositivos móveis da empresa por pouco mais de US$7 bilhões (o CEO da Nokia, Stephen Elop, se juntou à Microsoft para liderar sua divisão móvel interna da empresa). Entretanto, o duopólio de celulares Android e iPhone permaneceram como plataformas dominantes para os smartphones, e o interesse pelo Windows Phone pelos desenvolvedores de aplicativos começou a diminuir em poucos meses. A Microsoft demitiu a equipe da Microsoft Mobile em 2016, após um prejuízo de US$ 7,6 bilhões referentes ao hardware da Nokia adquiridos, a participação de mercado diminuiu para 1% naquele ano. A Microsoft começou a então priorizar o desenvolvimento de software e integrações com o Android e iOS e descontinuou o desenvolvimento do Windows 10 Mobile em 2017.

## História

### Desenvolvimento

Cronologia de eventos relacionados com o desenvolvimento do sistema operativo (em inglês)

O Windows Phone foi desenvolvido rapidamente. O gerente de produto sênior para a experiência do desenvolvedor móvel da Microsoft, disse à "eWeek": "Se tivéssemos mais tempo e recursos, poderíamos ter conseguido algo na área da retrocompatibilidade", dizendo ainda que a Microsoft estava tentando olhar para o mercado dos celulares de uma nova maneira, com o usuário final em mente, assim como a rede da empresa. Terry Myerson, vice-presidente corporativo da engenharia do Windows Phone, disse: "Com a mudança para as telas sensíveis ao toque capacitivas, longe da stylus, e as mudanças que fizemos relativamente ao hardware para o Windows Phone".

### Nome
"Windows Phone" foi o nome escolhido. Inicialmente, a Microsoft anunciou a nova plataforma como "Windows Phone 7 Series", o que foi muito criticado por ser muito comprido e difícil de dizer casualmente. Em resposta, em 2 de abril de 2010, a Microsoft anunciou que a palavra "Series" deixaria de ser usada. A declaração da empresa sobre o assunto foi:
| “ | Os consumidores querem uma maneira simples para dizer e usar o nome consistentemente. O importante é manter o foco na marca 'Windows Phone', que introduzimos em outubro e que iremos continuar a investir durante o Windows Phone 7 e adiante. | ” |

### Lançamento
Em fevereiro de 2010, num comunicado de imprensa, a Microsoft divulgou as empresas que iriam ajudar a concretizar o Windows Phone. Muitas fabricantes estavam listadas no lançamento, entre elas a HP, que mais tarde decidiu não fabricar nenhum dispositivo com o novo sistema operacional, referindo que pretendia concentrar-se em dispositivos para o seu recentemente comprado webOS.
A Microsoft anunciou oficialmente o Windows Phone a 15 de fevereiro de 2010, na Mobile World Congress 2010 em Barcelona, revelando detalhes adicionais sobre o novo sistema na MIX 2010, a 15 de março seguinte. O kit de desenvolvimento de software (SDK) final para o sistema foi disponibilizado a 16 de setembro.
O Windows Phone suporta atualmente 25 idiomas (apesar de no início apenas ter suportado inglês, francês, alemão, espanhol e italiano), incluindo português nas variantes europeu e brasileiro, e o 'Mercado' permite comprar e vender aplicações em 35 países e regiões.

### Parcerias

#### Parceiros de lançamento
Em 11 de outubro de 2010, Steve Ballmer anunciou dez dispositivos executando Windows Phone, fabricados pela HTC, Dell, Samsung e LG, com as vendas a começarem a 21 de outubro de 2010 na Europa e Austrália e a 8 de novembro de 2010 nos Estados Unidos. Os dispositivos foram disponibilizados em 30 países, por 60 operadoras, com o lançamento previsto de mais dispositivos em 2011.

#### Parceria com a Nokia
A 11 de fevereiro de 2011, numa conferência de imprensa em Londres, os presidentes executivos da Microsoft, Steve Ballmer, e da Nokia, Stephen Elop, anunciaram uma parceria entre as duas empresas, na qual o Windows Phone seria o sistema operativo principal dos smartphones da Nokia. O evento foi largamente focado na criação de "um novo ecossistema móvel global", sugestionando competição com o Android e iOS ao dizer: "É uma corrida de três cavalos". Integração de serviços da Microsoft com os serviços próprios da Nokia foi anunciado, especificamente: o Bing irá realizar as pesquisas nos dispositivos da Nokia e a integração do Ovi Maps com o Bing Maps, assim como a integração da loja de aplicações da Nokia com a da Microsoft. A parceria envolve "troca de fundos devido a direitos de autor, marketing e publicidade", ao que a Microsoft mais tarde anunciou serem "milhares de milhões de dólares envolvidos".
Resultados desta parceria, os primeiros dispositivos Nokia com Windows Phone, o Nokia Lumia 800 e o 'Nokia Lumia 710', foram anunciados em outubro de 2011 na 'Nokia World 2011'.

#### Outras parcerias com fabricantes
A Microsoft, a 25 de maio de 2011, anunciou a expansão do número de parceiros que planejam lançar dispositivos com Windows Phone. Para além da já anunciada parceria com a Nokia, juntaram-se a Acer, Fujitsu e ZTE, planejando todas lançar o seu primeiro dispositivo aquando do lançamento da primeira grande atualização da plataforma, conhecida como "Windows Phone 7.5（Mango）".

### Atualizações

#### Windows Phone 7.5 - "Mango"
Em fevereiro de 2011, na Mobile World Congress, Steve Ballmer anunciou uma grande atualização do Windows Phone 7 a ser lançada no final do ano e revelou novas funcionalidades da plataforma, entre elas, uma versão móvel do Internet Explorer 9 que suporta os mesmos standards web e capacidades gráficas que a versão de computador, integração do Twitter no centro 'Contactos', multitarefas para aplicações de terceiros e acesso ao Windows Live SkyDrive.

#### Windows Phone "Tango"
"Tango" é uma pequena atualização, semelhante com a anterior atualização denominada "NoDo". "Apollo" será a próxima grande atualização do sistema.

#### Windows Phone 8 - "Apollo"
O Windows Phone 8 é a terceira geração do sistema Windows Phone. Sucessor do Windows Phone 7, lançado em 29 de Outubro de 2012. Substitui o Windows Phone 7 baseado no Windows CE. O Windows Phone 8 é baseado no Windows NT. Dispositivos com o Windows Phone 7 não podem ser atualizados para o 8.0 e novos aplicativos desenvolvidos para o Windows Phone 8 não podem ser executados no Windows Phone 7 (semelhante com o que aconteceu ao Windows Mobile > Windows Phone 7). Não foi apenas uma grande atualização, basicamente o sistema foi re-escrito.

#### Windows Phone 8.1
O Windows Phone 8.1 é a primeira grande atualização do Windows Phone 8. Saiu recentemente da versão de testes quando lançado para atualização via OTA (Em dispositivos NOKIA foi disponibilizado junto com a atualização Lumia Cyan). Com a versão 8.1, o sistema passou a ser mais competitivo com o Android e iOS. Novas grandes funções foram adicionadas, uma das novidades mais esperadas foi a assistente de voz Cortana, uma assistente virtual inteligente mais poderosa e completa que as existentes nos concorrentes (Google now e Siri). Além da Cortana o sistema passou a receber novas funções como o teclado "Swype" conhecido como Word Flow, Central de notificações e suporte a USB OTG (On To Go), suporte a aplicativos para gerenciador de arquivos (App Arquivos - Files em inglês), suporte a telas FullHD, Suporte a processadores QuadCore (Suporte adicionado na atualização Lumia Black) entre outras. É a versão mais poderosa e completa do sistema e todos os dispositivos atuais com Windows Phone 8 irão receber a atualização (Com exceção do Nokia Lumia 810 da AT&T dos EUA).
Finalizado, se encontra o Update 1 ou GDR1 que traz o suporte a pastas na tela inicial, espaço de aplicativos, compartilhamento de internet também por bluetooth, aplicativos para acessórios, etc.
O Update 2 ou GDR2, foi inicialmente lançado nos aparelhos: Lumia 640 e Lumia 640 XL. Ele traz algumas novidades como, a compatibilidade de conectar um teclado Bluetooth HID em seu smartphone e a possibilidade de fixar atalhos para suas configurações diretamente na tela inicial. Não há qualquer previsão para que esta atualização comece a ser liberada para outros dispositivos.

## Versões
- 2014: Windows Phone 8.1.[3]
- 2013: Windows Phone 8.0 Amber, e; Windows Phone 8.0 GDR3.[3]
- 2012: Windows Phone 7.5 Refresh Tango; Windows Phone 7.8, e; Windows Phone 8.0 Apollo.[3]

- 2011: Windows Phone 7.5 Mango.[3]
- 2010: Windows Phone 7.0.[3]

## Funcionalidades

### Interface do usuário
O WP apresenta uma nova interface do usuário, baseada no sistema de design de todo o sistema operativo, denominada "Metro". A tela inicial é composta por "mosaicos dinâmicos" ("live tiles", em inglês), que são atalhos para aplicativos, funções, recursos e itens individuais (como contatos, páginas da Internet, aplicativos ou itens de multimídia), que os usuários podem adicionar, reorganizar ou remover. Eles são dinâmicos e atualizam-se em tempo real – por exemplo, o mosaico de uma conta de email mostra o número de mensagens por ler ou um mosaico mostra uma atualização em tempo real do estado do tempo.
Muitos recursos do Windows Phone são organizados em "centros" ("hubs", em inglês), que combinam conteúdos online e locais através da integração do sistema com as populares redes sociais, como o Facebook, Twitter e Windows Live. Por exemplo, o centro 'Imagens' mostra fotos capturadas com a câmara do telemóvel e os álbuns de fotos do utilizador no Facebook e o centro 'Contactos' mostra os contactos agregados de múltiplas fontes, incluindo Windows Live, Facebook e Gmail. Deles, os utilizadores podem comentar diretamente ou clicar no popular botão 'Gosto' (referente ao Facebook) nas atualizações das redes sociais. Os outros centros embutidos são 'Música + Vídeos' (que integra o 'Zune'), 'Jogos' (que integra o 'Xbox LIVE'), 'Mercado' (a loja de aplicações) e 'Office'.

O Windows Phone suporta tecnologia multi-toque, sendo esta essencial para quase todo o uso do sistema. A interface do sistema tem como padrão o tema preto, que prolonga a duração da bateria em ecrãs OLED (dado que pixels completamente pretos não emitem luz), podendo ainda o utilizador escolher o tema branco, além de muitas cores de realce, utilizadas pelos elementos do sistema, como os mosaicos e as aplicações de terceiros, que podem ficar automaticamente com a cor de realce escolhida.

Sistema de design e interface METRO, a base de todo o sistema operativo

### Introdução de texto

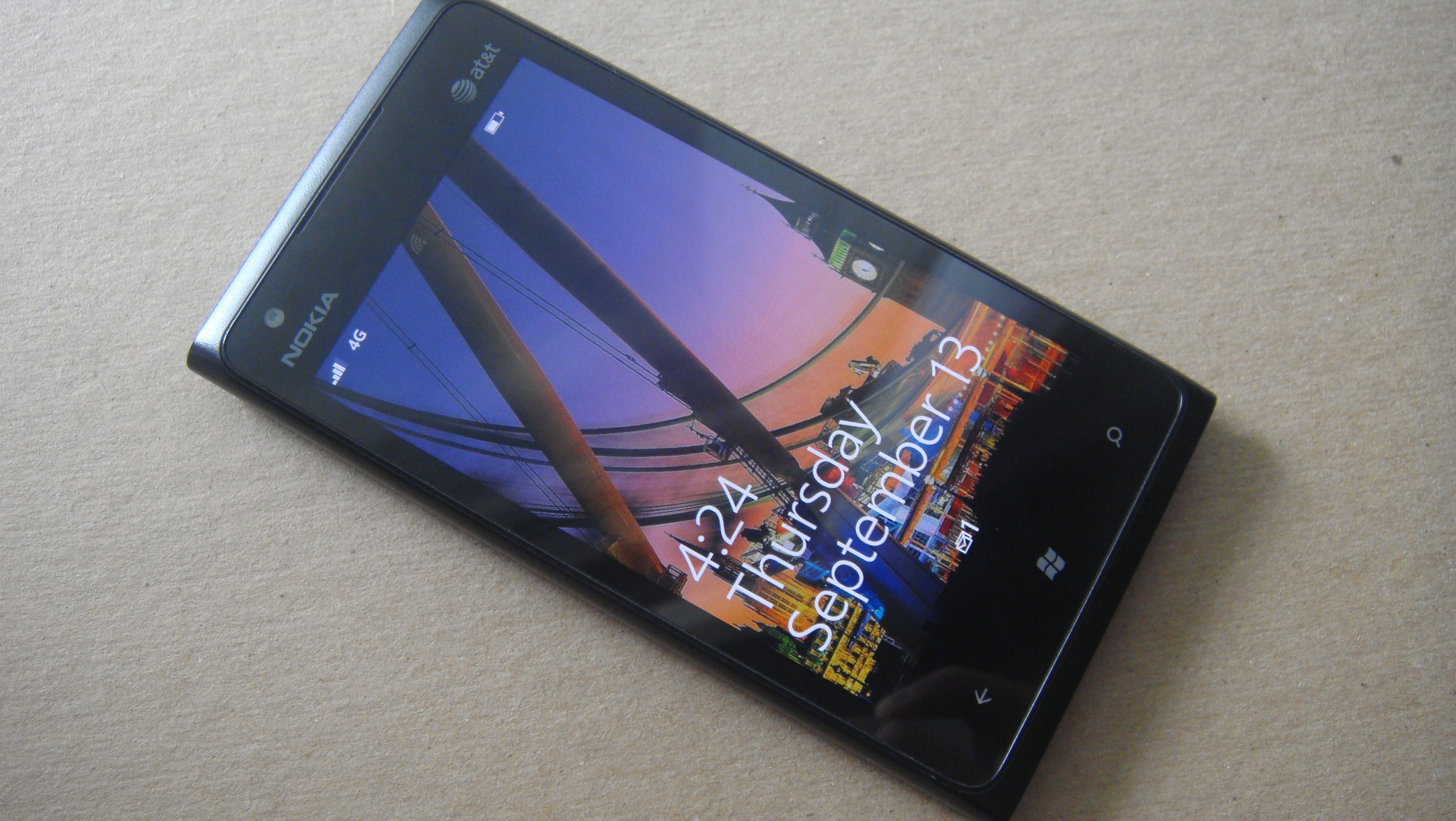
Tela de bloqueio, onde é possível ver notificações de mensagens de texto, emails, chamadas e aplicativos

Os utilizadores introduzem o texto podendo utilizar o teclado virtual embutido no sistema, que inclui um botão dedicado para inserir emoticons, e que ao pressionar algumas teclas por um determinado intervalo de tempo revela caracteres semelhantes, no caso de caracteres especiais em certas línguas, distanciando e aumentando cada tecla no modo horizontal, ou um teclado físico se o dispositivo o incluir. Correção de texto e previsão de escrita são funções suportadas. Para se mudar uma palavra depois de escrita basta selecioná-la, o que faz aparecer uma lista de palavras semelhantes.

### Mensagens
O Windows Phone combina as várias mensagens do utilizador em "conversas" ("threads", em inglês). As conversas permitem ao utilizador conversar com os seus contactos através do Windows Live Messenger e chat do Facebook além das tradicionais mensagens escritas. As mensagens podem ser compostas através de reconhecimento de voz, que permite que a fala do utilizador seja convertida numa mensagem escrita e ainda permite que as mensagens escritas sejam convertidas em fala que pode ser lida pelo próprio telemóvel.

### Navegação na internet
O Windows Phone tem atualmente embutido uma versão do 'Internet Explorer Mobile' com um motor de renderização baseado no Internet Explorer 9.
O Internet Explorer no Windows Phone permite ao utilizador manter uma lista de favoritos e mostrar um mosaico de atalho para uma página web no ecrã principal. O navegador suporta até 6 separadores, que podem ser todos carregados em simultâneo. Inclui também gestos multi-toque, uma interface racionalizada, suaves animações de zoom, a possibilidade de guardar imagens presentes nas páginas web, partilhar as páginas por email e suporte a procura interna, que permite ao utilizador procurar na Internet palavras ou expressões presentes na página selecionando-as. A Microsoft anunciou também planos para atualizar regularmente o navegador e o seu layout independentemente do sistema de atualizações do Windows Phone 7.
Numa demonstração, a Microsoft disse que os utilizadores serão capazes de carregar vídeos do YouTube no navegador. Ao clicar num vídeo do sítio, o vídeo será lançado numa aplicação à parte e será adicionado ao centro 'Música + Vídeos'.

### Contatos (Pessoas em PT-BR)
Os contatos são organizados no centro 'Contatos ou pessoas'. Podem ser inseridos manualmente ou importados do Facebook, Windows Live, Twitter e LinkedIn. A secção 'Novidades' mostra novas atualizações e a secção 'Imagens' mostra imagens dos contactos nas redes sociais. A secção 'Eu' mostra o estado e o mural do próprio utilizador, permite ao utilizador atualizar o seu estado e fazer check-in no Bing e Facebook Places. Os contactos podem ser adicionados ao ecrã principal e o mosaico dinâmico dos contactos mostra o estado das redes sociais e imagem de perfil do contacto no ecrã principal e o centro 'Contactos' mostra o mural do Facebook do contacto assim como informação das restantes redes sociais. Se um contacto tiver informação guardada em diferentes redes, os utilizadores podem ligar as duas contas separadas do contacto, permitindo que a informação seja agrupada num só local.
Com a atualização "Mango", os contactos passaram a poder ser agrupados em "grupos", onde a informação de cada um dos contactos é combinada numa só página, que pode ser acessada pelo centro ou diretamente do ecrã principal, desde que seja criado um mosaico para o grupo.

### E-mail
O sistema operativo suporta nativamente contas de email do Hotmail, Exchange, Yahoo! Mail e Gmail e outros serviços de email através dos protocolos POP e IMAP. Para os tipos de conta suportadas nativamente, os contactos e calendários podem também ser sincronizados. Os utilizadores podem também procurar no email ao procurar no assunto, conteúdo, remetentes e recetores. Os emails são mostrados nas 'conversas' e as múltiplas caixas de entrada podem ser combinadas ou mantidas separadas.

### Multimídia

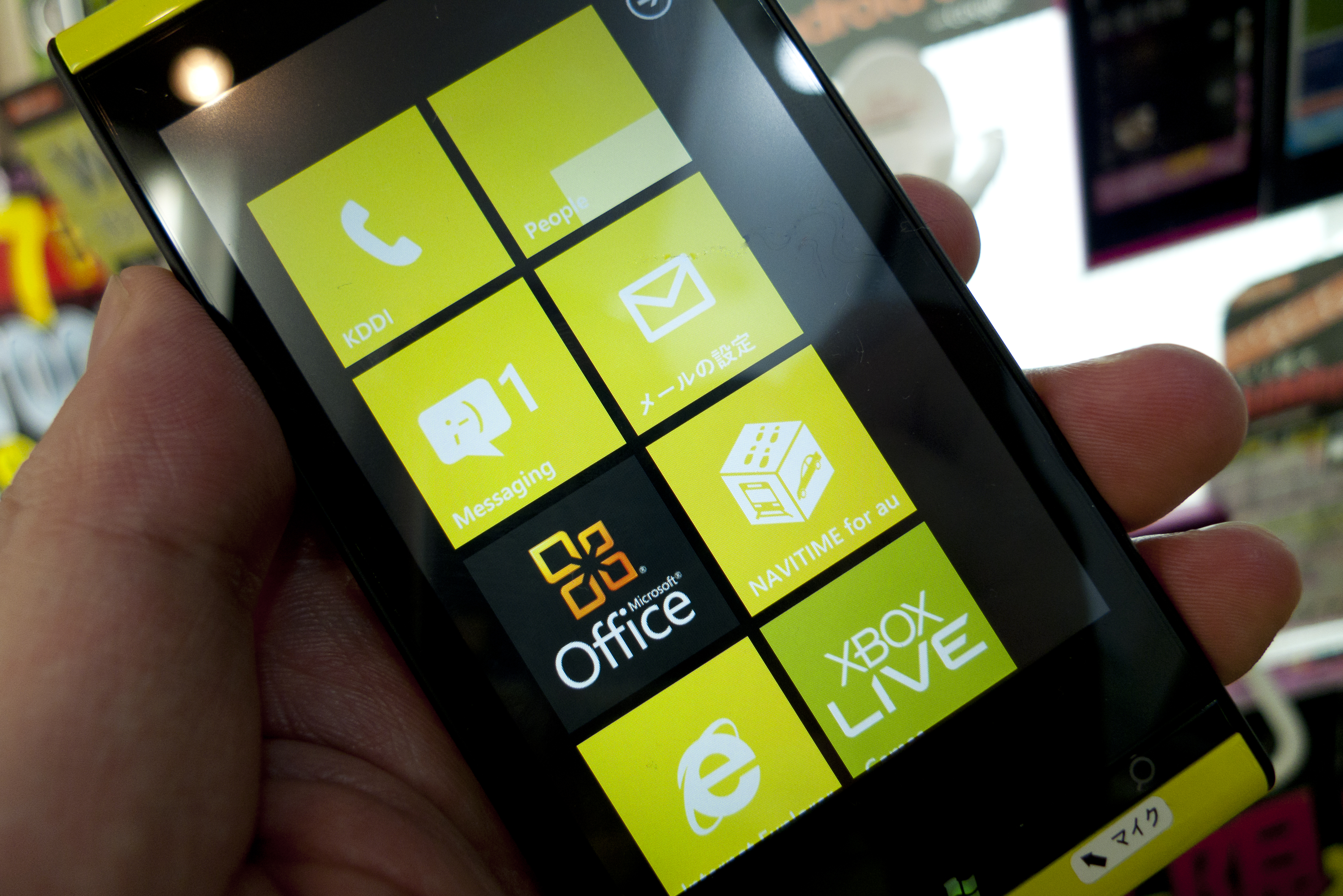
Fujitsu Toshiba IS12T a executar Windows Phone 7

O 'Zune para Windows Phone' é uma aplicação de computador que providencia entretenimento e capacidade de sincronização entre os computadores com Windows e o telefone, existindo também o 'Windows Phone 7 Connector' para os computadores com Mac OS X, que apenas realiza sincronização entre o iTunes e o telefone.
A experiência multimédia do sistema operativo é dividido em dois centros distintos, 'Música + Vídeos' e 'Imagens', que são semelhantes em aparência e funcionalidades ao Zune HD.
O centro 'Música + Vídeos' permite ao utilizador aceder a músicas, vídeos e podcasts guardados no dispositivo, e permite ainda aceder ao 'Mercado Zune' para comprar música ou alugá-la com o serviço de subscrição 'Zune Pass'. Ao navegar pela música de um determinado artista, os utilizadores podem ver biografias e fotos dos mesmos. Este centro integra-se com muitas aplicações de serviços de música e vídeo, entre eles o YouTube. Inclui ainda um serviço, chamado de 'SmartDJ' que compila uma lista de reprodução de músicas guardadas no aparelho semelhantes à música ou artista selecionado.
O centro 'Imagens' mostra os álbuns de fotos do utilizador no Facebook e Windows Live além das fotos tiradas com a câmara do telemóvel. Os utilizadores podem ainda carregar as fotos para as redes sociais e comentar fotos online diretamente deste centro. Gestos multi-toque permitem fazer zoom nas fotos.

#### Suporte multimídia
De acordo com Brandon Miniman, na sua avaliação ao sistema operativo realizada para o sítio "pocketnow.com", "se o Zune consegue reproduzir, o seu dispositivo com o Windows Phone também consegue" - referindo-se ao suporte à reprodução de arquivos de multimédia. Os formatos de ficheiro de áudio suportados incluem WAV, MP3, WMA, AMR, AAC/MP4/M4A/M4B e 3GP/3G2 como padrões e os formatos de ficheiro de vídeo suportados incluem WMV, AVI, MP4/M4V, 3GP/3G2 e MOV (QuickTime). Estes formatos de áudio e vídeo suportados seriam dependentes dos codecs contidos neles. Foi também reportado que os codecs DivX e Xvid dentro de AVI também são reproduzíveis no sistema operativo. Ao contrário do que acontecia no Windows Mobile, não há atualmente aplicações de terceiros para lidar com outros formatos de vídeo. Os formatos de ficheiro de imagem suportados incluem JPG/JPEG, PNG, GIF, TIF e Bitmap.

### Jogos
O 'Xbox Live' no Windows Phone traz uma experiência parecida dos jogos da consola Xbox para o telemóvel, que, entre outras coisas, exibe o avatar do utilizador em 3D. Através do centro 'Jogos', os utilizadores são capazes de interagir com o avatar, ver a classificação dos jogadores no jogo, as mensagens dos amigos e o Spotlight. Jogos multijogador (por turnos) em tempo-real foi também lançado. A Microsoft revelou mais de 50 jogos premium do Windows Phone 7, na Gamescom, que farão uso do 'Xbox LIVE' no telemóvel. Por enquanto, o 'Xbox LIVE' no Windows Phone 7 não oferece qualquer jogo multijogador em tempo real mas o desenvolvimento atual aumenta as possibilidades de tal acontecer no futuro. Algumas funcionalidades-chave do 'Xbox Live' no Windows Phone 7 incluem a possibilidade de estar ligado simultaneamente na consola e no telemóvel, enviar e receber mensagens entre a consola e o telemóvel, pontos do jogador únicos, apenas disponível comprando o jogo no telemóvel, etc.
Jogos de Paciência são clássicos para passar o tempo, e fazem parte do universo Windows há muito tempo. Finalmente a Microsoft leva uma coleção desses jogos ao Windows Phone.
No final do ano de 2013 companhia lançou a Solitaire Collection com cinco tipos diferentes de Paciência, como as conhecidas Spider e FreeCell. O aplicativo ainda tem suporte à Xbox Live, ou seja, permite competições entre amigos, a obtenção de várias conquistas e rankings de pontuação.
O joggo disponível para dispositivos com Windows 8, traz a função “Play, Pause, Resume”. Isso significa que o usuário pode começar uma partida no telefone, pausar e continuar no PC ou no tablet, por exemplo.

### Pesquisa
Os requisitos de hardware estipularam que cada aparelho deve ter um botão dedicado às pesquisas na frente do mesmo dedicado a abrir o motor de pesquisa Bing. Antes do lançamento da atualização "Mango", esse botão executava diferentes ações: ao premir o botão enquanto uma aplicação está aberta permitia aos utilizadores procurar dentro das aplicações que usufruiam dessa possibilidade - por exemplo, premir o botão no centro 'Contactos' permitia ao utilizador procurar na sua lista de contactos por uma pessoa específica. Agora sem essa possibilidade, as aplicações, como o 'Mercado', incluem um botão de pesquisas para realizar essa função.
O premir do botão permite ao utilizador realizar uma pesquisa de sítios web, notícias e localizações no mapa utilizando a aplicação do motor de pesquisa Bing.
O Bing é o motor de pesquisa predefinido devido à profunda integração das suas funções com o sistema operativo (que também inclui a utilização do serviço de mapas da empresa para pesquisas e consultas baseadas na localização do utilizador). Contudo, a Microsoft já afirmou que outras aplicações de motores de pesquisa podem ser usados.
Para além de pesquisas baseadas na localização, o Bing Maps providencia também serviço de navegação por turnos e o 'Local Scout' ("guia local", em português), que mostra pontos de interesse perto da localização em que o utilizador se encontra como atrações e restaurantes.
O 'Bing Audio' permite ao utilizador corresponder uma música ao seu nome e o 'Bing Vision' permite corresponder códigos de barras e etiquetas ao produto na Internet

### Reconhecimento de voz
O sistema operativo tem também a função de reconhecimento de voz, activada pela TellMe, que permite ao utilizador realizar uma pesquisa pelo Bing, telefonar a algum contato e iniciar aplicações apenas ao falar. Pode ser ativado premindo e segurando o botão 'pesquisar' do telefone.

### Suite Microsoft Office
O centro 'Office' organiza todos os programas e documentos do Microsoft Office. O Microsoft Office Mobile providencia interoperabilidade entre o Windows Phone e a versão de computador do Microsoft Office. O Word Mobile, Excel Mobile, PowerPoint Mobile, OneNote Mobile e SharePoint Workspace Mobile permitem ver e editar a maioria dos formatos de ficheiro do Microsoft Office diretamente no aparelho.
Os ficheiros do Microsoft Office armazenados no OneDrive e Office 365, assim como os ficheiros armazenados no próprio aparelho, podem ser acedidos a partir deste centro. Os ficheiros são organizados em mosaicos: mosaicos azuis são documentos de Word, verdes são documentos de Excel, vermelhos são apresentações de PowerPoint e roxos são documentos de OneNote.

### Multitarefas
Quando o Windows Phone foi lançado, multitarefas estava limitado a aplicações que viessem de origem com o telefone, contudo, após o lançamento da atualização "Mango", um alternador de aplicações baseado em cartões pode ser acedido premindo e mantendo o botão 'Atrás', mostrando em cartões uma imagem das últimas 5 aplicações abertas. As aplicações podem continuar em execução mesmo quando não estão abertas através de "Live Agents" ("Agentes Ativos", em português). Noutros casos, as aplicações são suspensas e podem ser retomadas outra vez rapidamente.

### Sincronização
O programa 'Zune Software' gere o conteúdo nos dispositivos equipados com Windows Phone, podendo sincronizarem-se sem fios. Além de aceder aos dispositivos, o programa pode ainda aceder ao 'Mercado Zune' para comprar música, vídeos e todas as aplicações para o sistema. Enquanto que a música e os vídeos são guardados tanto no computador como no telemóvel, as aplicações são apenas guardadas no telemóvel, mesmo que sejam compradas através do 'Zune Software'. O programa é ainda usado para atualizar todos os dispositivos com o sistema operativo. Apesar do programa não estar disponível para Mac OS X, a Microsoft lançou o 'Windows Phone Connector' que permite os dispostivos serem sincronizados com o 'iTunes' e 'iPhoto'.
O sistema operativo não suporta a habitual sincronização por USB com os contactos, tarefas e notas do Microsoft Outlook, como acontecia nas antigas versões do Windows Mobile com o ActiveSync. A sincronização de contactos e apontamentos é feito apenas através de um serviço baseado na nuvem (como o Windows Live, Google ou Exchange Server), não sendo possível a sincronização de informação pessoal diretamente do computador para o aparelho e vice-versa, contudo uma petição para que a Microsoft foi entregue para repor a sincronização por USB com o Outlook.

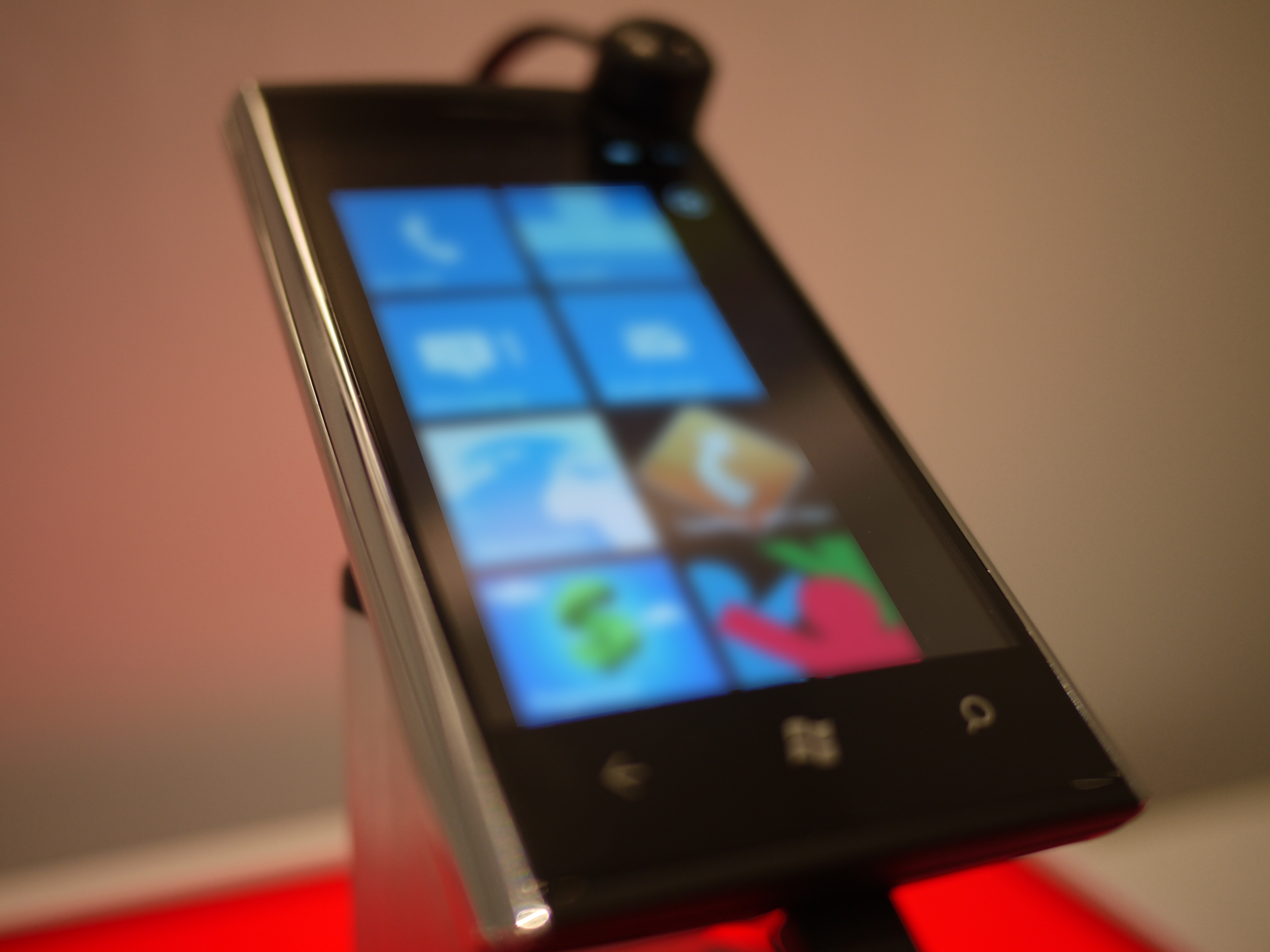
Dell Venue Pro a executar Windows Phone, o primeiro dispositivo com o sistema operativo a integrar um teclado físico

### Atualizações
Segundo a documentação da Microsoft, as atualizações de software serão entregues aos utilizadores do Windows Phone via 'Microsoft Update', como acontece com os utilizadores com Windows instalado no computador. A Microsoft tem intenção de disponibilizar atualizações diretamente para os aparelhos com o sistema operativo em vez de confiar nos fabricantes ou operadoras. Este componente, chamado de 'Windows Phone Update', existe tanto no telefone (para atualizações menores, "pela rede") e no software 'Zune PC' (para as atualizações de maior dimensão, através da conexão USB). Os utilizadores serão notificados para conectar os seus telefones com um computador se este último método de atualização for necessário. A Microsoft já referiu, no entanto, que no futuro todas as atualizações, tanto as pequenas como as grandes, eventualmente suportarão download pela rede. Charlie Kindel, chefe do programa para a experiência do programador para Windows Phone, confirmou que a infra-estrutura do sistema de atualizações para o Windows Phone 7 já foi criada e está pronta e que a Microsoft está "numa posição onde temos os sistemas prontos para fornecer atualizações de maneira eficaz e confiante aos utilizadores (do Windows Phone 7)".
A Microsoft planeia lançar regularmente pequenas atualizações que adicionem funcionalidades em falta durante o ano e atualizações importantes uma vez por ano.
Todas as aplicações de terceiros podem ser atualizadas automaticamente a partir da 'Loja'.

### Plataforma de publicidade

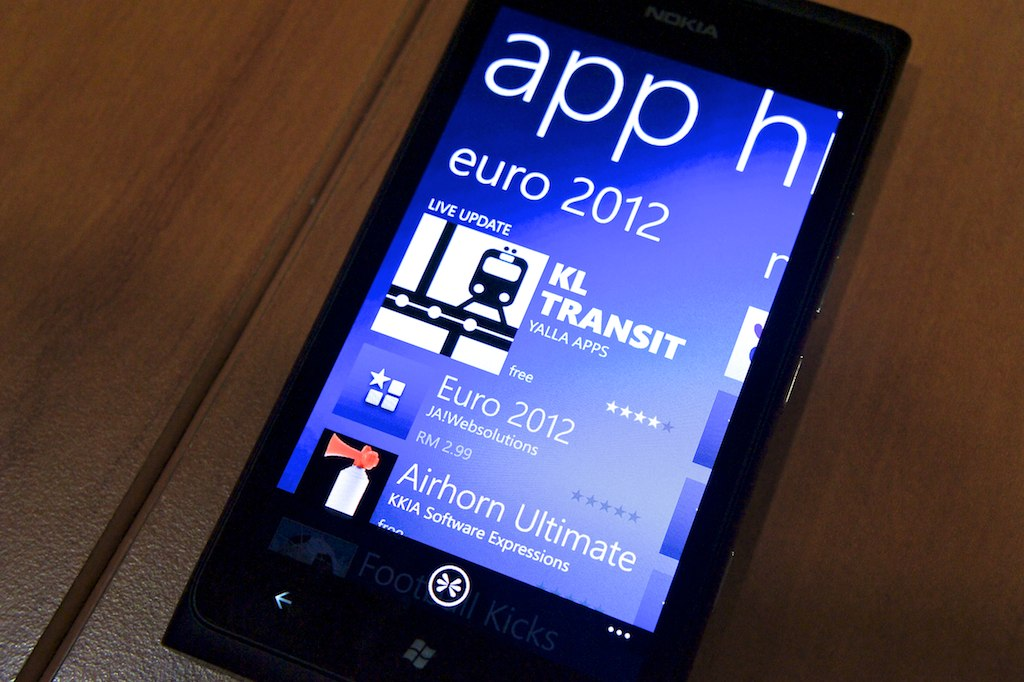
Centro de apps, no Windows Phone 7

A Microsoft lançou também uma plataforma de publicidade exclusivamente para o Windows Phone. Kostas Mallios, director geral para o desenvolvimento da estratégia e negócio, disse que o sistema operativo será uma "máquina de servir publicidade", empurrando anúncios e conteúdos, relacionados com a marca, ao utilizador. A plataforma terá mosaicos perto das aplicações e notificações que trarão atualizações de anúncios. Mallios disse que o WP será capaz de "preservar a experiência da marca indo diretamente do sítio Web para a aplicação" e que o sistema operativo "permite aos anunciantes se conectarem com os consumidores ao longo do tempo". Mallios continuou: "É possível empurrares informação como um anunciante e ficares em contato como o teu cliente. É uma relação dinâmica que é criada e permite um diálogo constante com o consumidor".

### Bluetooth
O sistema operativo suporta atualmente os seguintes perfis Bluetooth:
1. Advanced Audio Distribution Profile (A2DP 1.3)
2. Audio/Video Remote Control Profile (AVRCP 1.0)
3. Hands Free Profile (HFP 1.5)
4. Headset Profile (HSP 1.1)
5. Phone Book Access Profile (PBAP 1.0)

## Loja
A loja de aplicações do sistema operativo, chamada de "Loja" ("Windows Phone Store", em inglês), é usada para distribuir digitalmente música, conteúdos de vídeo, podcasts e aplicações de terceiros para os dispositivos Windows Phone. É acessível usando o programa 'Zune Software' ou da aplicação própria nos dispositivos (apesar dos vídeos e podcasts não serem possíveis de descarregar usando o centro e necessitarem de ser descarregados e sincronizados através do 'Zune Software'). A loja é gerida pela Microsoft, que inclui um processo de aprovação.

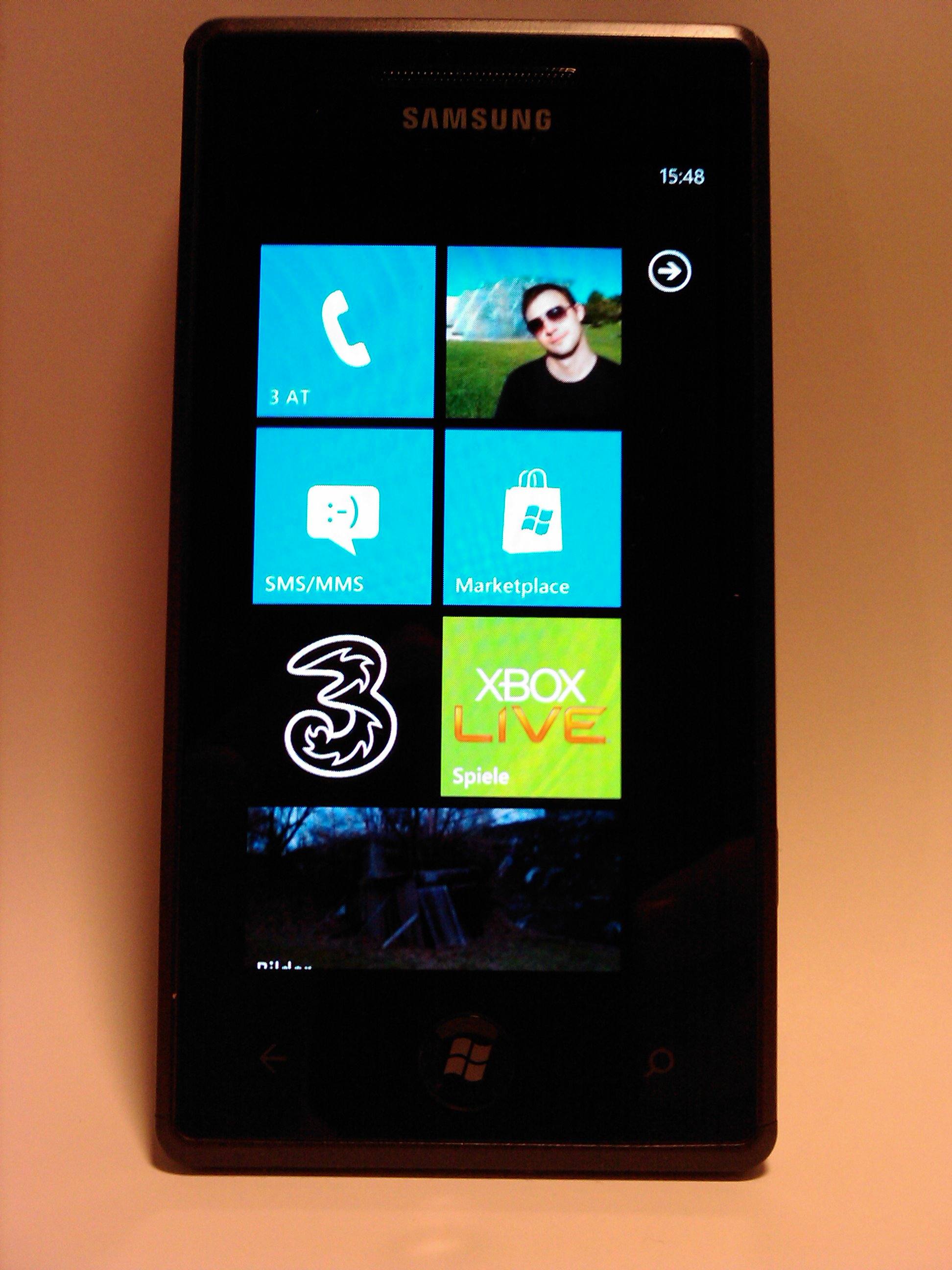
Samsung Omnia 7 a executar Windows Phone 7

### Música e vídeo
O 'Mercado Zune' oferece 14 milhões de músicas até 320 kbioit/s sem DRM (sigla inglesa para "Gestão de Direitos Digitais") no formato MP3 de quatro grandes grupos de música (EMI, Warner Music Group, Sony BMG Music Entertainment e Universal Music Group), além de outros pequenos grupos. Oferece filmes de estúdios como a Paramount, Universal Studios, Warner Bros. e outros pequenos estúdios e ainda programas de televisão de canais famosos.
A Microsoft oferece ainda o serviço de subscrição de música 'Zune Pass' que permite aos subscritores descarregarem um número ilimitado de músicas enquanto a assinatura estiver ativa.

### Aplicações de terceiros e jogos

#### Desenvolvimento
As aplicações e jogos para o sistema operativo têm que ser baseados em XNA ou numa versão específica do Silverlight para Windows Phone 7. Para que as aplicações para o sistema operativo seja desenhadas e testadas no Visual Studio 2010 ou Visual Studio 2010 Express, a Microsoft oferece as 'Ferramentas de Desenvolvimento para Windows Phone' como extensão, programa que só executa no Windows Vista SP2 ou mais recente, não suportando Windows XP e Windows Server 2003. A Microsoft ainda oferece o Expression Blend para Windows Phone sem custos. Em 29 de novembro de 2009 anunciou a versão lançamento para a web das 'Ferramentas de Desenvolvimento Visual Basic .NET', para permitir o desenvolvimento em Visual Basic.

#### Submissão
Desenvolvedores registrados do Windows Phone e Xbox Live podem submeter e gerir as suas aplicações de terceiros para as plataformas através das aplicações web do 'Centro de Aplicações'. O centro fornece ferramentas para o desenvolvimento e suporte para os desenvolvedores. As aplicações submetidas passam por um processo de aprovação para verificação e validação das aplicações, verificando se se qualificam segundo os critérios de padronização da Microsoft. O custo das aplicações que são aprovadas é definido pelo desenvolvedor, mas a Microsoft ficará com 30% dos lucros. A Microsoft pagará apenas aos desenvolvedores quando chegarem a um conjunto de valor de vendas e irá reter um imposto de 30% aos desenvolvedores não americanos, a menos que eles primeiro se registem no 'Serviço de Receitas Internas do Governo dos Estados Unidos', e estes têm que pertencer aos países presentes numa lista de 30 países divulgada pela empresa. Uma taxa anual terá também que ser paga por desenvolvedores que queiram submeter as suas aplicações.

#### Distribuição e restrições de conteúdo
Para conseguir ter uma aplicação no 'Mercado', a aplicação deve ser submetida à Microsoft para aprovação. A Microsoft já delineou os conteúdos que não permitirá nas aplicações, o que inclui conteúdo considerado ter "conotação sexual", o que inclui conteúdo com alusiva nudez (mamilos, genitais, nádegas, pêlos púbicos), prostituição e fetiches sexuais.

## Hardware

### Requisitos mínimos
A Microsoft afirmou que está a exigir requisitos de hardware "duros, mas justos" para os fabricantes. Todos os dispositivos Windows Phone 7 devem incluir, pelo menos, o seguinte:
| Requisitos mínimos para os dispositivos Windows Phone 7 e 8                               |
| ----------------------------------------------------------------------------------------- |
| Ecrã tátil capacitivo, com multitoque de 4 pontos e resolução WVGA (480 x800)             |
| Processador ARM v7 "Cortex/Scorpion" – Snapdragon QSD8X50, MSM7X30 e MSM8X55              |
| Placa gráfica com capacidade de renderização DirectX 9                                    |
| 256 MB de Memória RAM e, pelo menos 4GB de Memória Flash                                  |
| Acelerómetro com bússola, sensor de luminosidade, sensor de proximidade e GPS assistido   |
| Câmara de 5 megapixéis, com flash e capacidade de filmar em 720p a 30 quadros por segundo |
| Sintonizador de Rádio FM                                                                  |
| [ 98 ]                                                                                    |

- Este artigo foi inicialmente traduzido, total ou parcialmente, do artigo da Wikipédia em inglês cujo título é «Windows Phone».

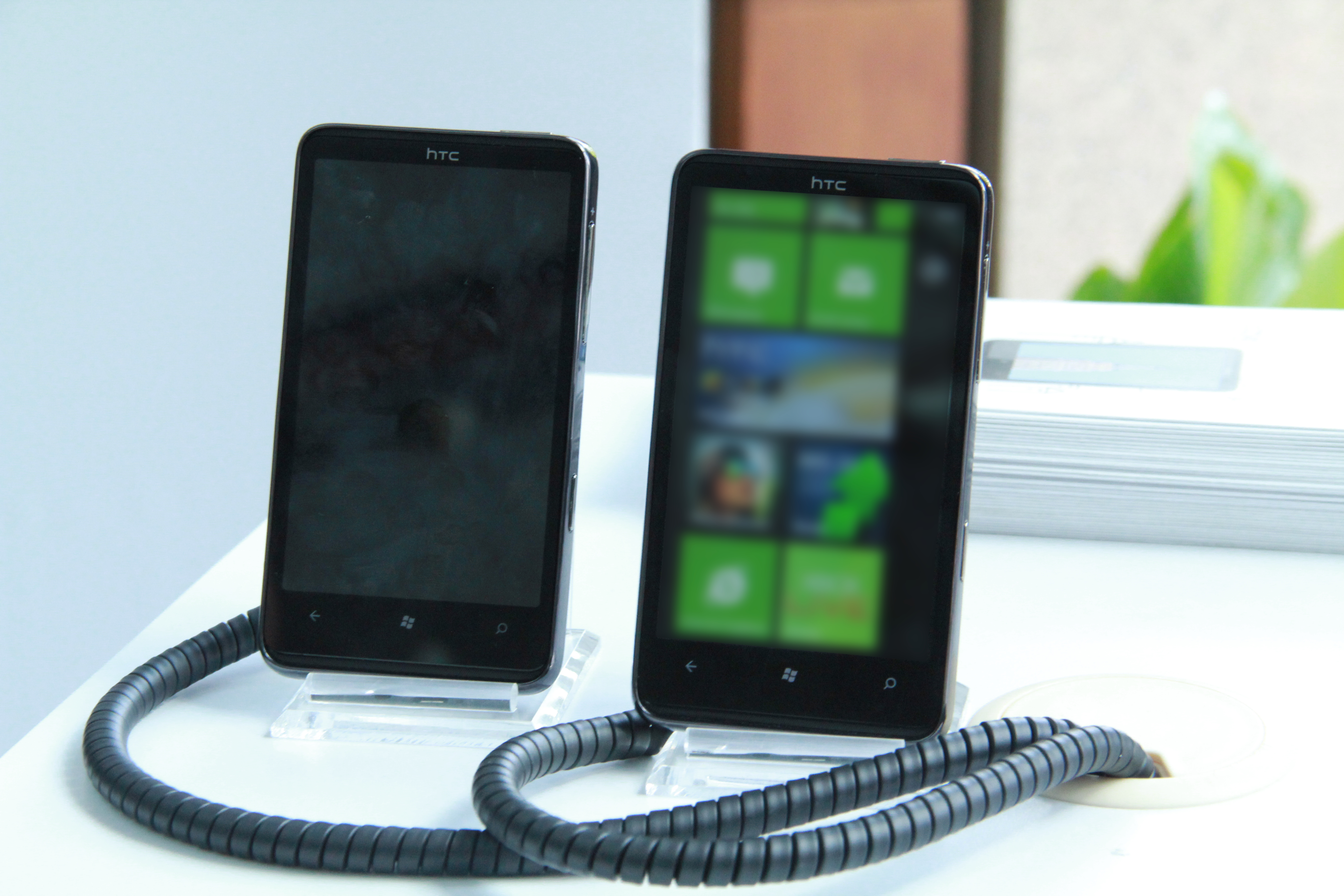
HTC HD7 a executar Windows Phone 7, o telemóvel com o maior ecrã de todos os dispositivos com o sistema operativo

O último aparelho Windows Phone que foi lançado chama-se Microsoft Lumia 640 XL LTE